# Iglesia de San Miguel (Novaliches)
La iglesia parroquial de San Miguel de Novaliches, pedanía de la localidad de Jérica (comarca del Alto Palancia, Provincia de Castellón, España) es un templo católico catalogado como Bien de Relevancia Local, según consta en la Dirección General de Patrimonio Artístico de la Generalidad Valenciana, con código identificativo: 12.07.071-003.

## Descripción
La iglesia se encuentra en la calle Novaliches, una de las dos calles de que consta la pedanía, y, actualmente está adosada a viviendas privadas a ambos lados de la fachada principal, que de este modo queda totalmente disimulada, debido a sus moderadas proporciones. La fachada es de fábrica de mampostería y sillería de un solo tramo; los bloques de sillar se reservan para lo que antaño debieron ser sus esquinas. La puerta de acceso está enmarcada por sillares, presentando dintel recto. De características similares es la pequeña ventana, rectangular, que se sitúa en el eje y arriba de la puerta. Por encima de esta ventana puede admirarse un reloj de sol (con la inscripción: “29 de Sept. 1947”). La fachada se remata con una pequeña espadaña de una sola campana, que a su vez posee un veleta como remate.
La cubierta exterior es a dos aguas, mientras que interiormente, la nave y el presbiterio se cubren con bóveda de cañón, mientras que la sacristía presenta cubierta plana. Se pueden ver la existencia de lunetos en la única nave que presenta el templo, los cuales permiten la entrada de luz natural para su iluminación. La planta presenta tres crujías.
En su interior hay diversos retablos, de los que cabe destacar el retablo mayor de madera, obra ejecutada en 1947 gracias a la donación realizada por parte de Antonio Girón de Velasco. Presenta el retablo figura central de San Miguel, y columnas de orden compuesto, en los flancos, decoradas en la parte inferior del fuste con motivos vegetales y guirnaldas. En el ático del retablo puede admirarse una decoración típicamente barroca. Pueden contemplarse también otros dos retablos de finales del siglo XVII de escayola policromada.